# Günther Beck von Mannagetta und Lerchenau
Günther von Mannagetta und Lërchenau Beck, nemški botanik, * 25. avgust 1856, Pressburg, † 23. junij 1931, Praga.
Bil je direktor oddelka za botaniko v dunajskem prirodoslovnem muzeju in profesor botanike na Univerzi na Dunaju ter Karlovi univerzi v Pragi.

## Dela
- Flora von Niederösterreich (1890-1893)
- Die Vegetationsverhältnisse der illyrischen Länder begreifend Südkroatien, die Quarnero-Inseln, Dalmatien, Bosnien und die Hercegovina, Montenegro, Nordalbanien, den Sandzak Novipazar und Serbien (1901)
- Hilfsbuch für Pflanzensammler (1902)
- Flora Bosne, Hercegovine i Novipazarskog Sandzaka (thri knjige, 1903-1927)
- Grundriß der Naturgeschichte des Pflanzenreiches (1908)

Urejal je tudi revijo Wiener Illustrierten Gartenzeitung.